# Šipki
Šipki falu Horvátországban Krapina-Zagorje megyében.

## Fekvése
Krapinától 16 km-re délkeletre, községközpontjától 4 km-re délnyugatra a Horvát Zagorje területén fekszik. Közigazgatásilag Loborhoz tartozik.

## Története
1857-ben 210, 1910-ben 529 lakosa volt. A település a trianoni békeszerződésig Varasd vármegye Zlatari járásához tartozott. 2001-ben 123 lakosa volt.

## Külső hivatkozások
- Lobor község hivatalos oldala
- Nemhivatalos oldal Archiválva 2013. május 14-i dátummal a Wayback Machine-ben
- A lobori Szent Anna plébánia honlapja